# Howard Eugster
Howard Eugster-Züst (* 14. November 1861 in New York; † 18. April 1932 in Speicher; heimatberechtigt ebenda) war ein religiös-sozialistischer Schweizer Redaktor und Politiker aus dem Kanton Appenzell Ausserrhoden.

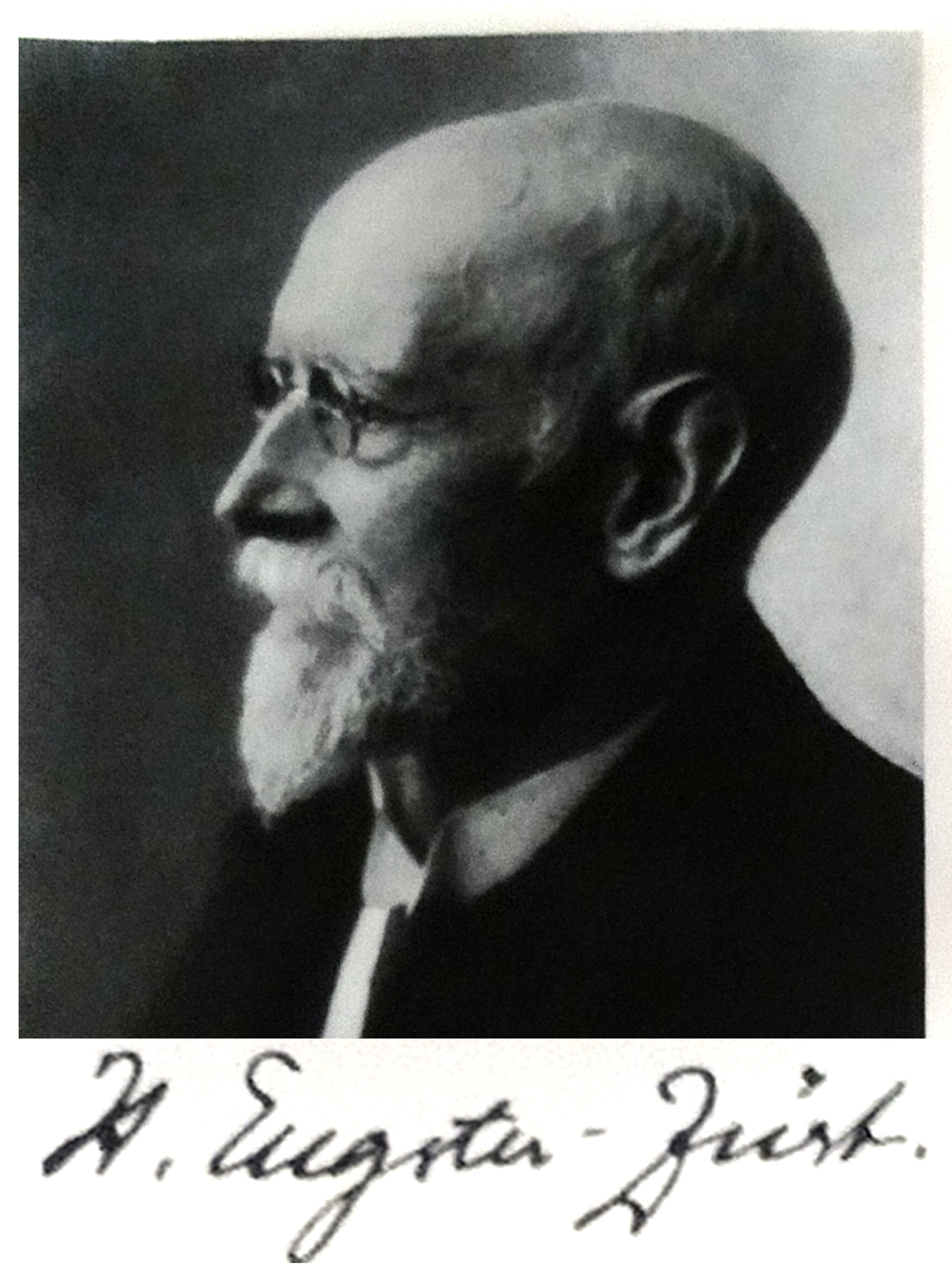
Howard Eugster-Züst

## Leben
Howard Eugster war ein Sohn von Jakob Eugster, Kaufmann, und Anna Elisabeth Tobler. Nach dem Tod der Mutter kehrte die Familie 1865 aus den USA in die Schweiz zurück. 1866 starb auch der Vater. Eugster wuchs in der Obhut des Speicherer Pfarrers Gottlieb Lutz auf, der ihn in pietistisch-konservativem Geist erzog. Sein Bruder war der Politiker Arthur Eugster.
Nach dem Besuch der privaten Lerberschule in Bern studierte Eugster von 1883 bis 1887 Theologie in Neuenburg, Basel, Tübingen und Berlin. 1887 verheiratete er sich mit Anna Theodora Eugster-Züst (1860–1938), mit der er sieben Kinder hatte. Ein Sohn war der Geologe und Lehrer Hermann Eugster (1893–1984).

Eduard Boss: Der Redner (Wandgemälde, Ausschnitt) im Volkshaus Bern

Von 1887 bis 1909 wirkte Howard Eugster-Züst als Pfarrer in Hundwil. Unter dem Einfluss Christoph Blumhardts wandte er sich vom orthodoxen Pietismus ab, engagierte sich als Christ in der Sozialdemokratie und wurde als „Weberpfarrer“ bekannt. Im Anschluss an die Lohnbewegung der Appenzeller Heimweber 1899 gründete er 1900 den Appenzeller Weberverband. Bis 1908 stand er diesem als Präsident vor. Von 1901 bis 1913 leitete er als Redaktor die Ostschweizerische Industriezeitung und den Textil-Arbeiter.
1903 gehörte Eugster zu den Gründern des Schweizerischen Textilarbeiterverbandes. Von 1908 bis 1913 war er dessen vollamtlicher Präsident. Neben der Gewerkschaftsarbeit stieg Eugster bald zum führenden Kopf der appenzellischen Sozialdemokratie (bis 1913 Appenzellische Arbeiterpartei) auf. Von 1900 bis 1913 vertrat er die Partei im Kantonsrat. Von 1908 bis 1932 gehörte er dem Nationalrat an. Ab 1913 bis 1931 war er Regierungsrat des Kantons Appenzell Ausserrhoden, wobei er für lange Jahre dem Volkswirtschaftsdepartement vorstand.
Schwerpunkt seiner politischen Arbeit war die Sozialgesetzgebung. So engagierte sich Eugster auf kantonaler Ebene für Bestimmungen zum Schutz der Arbeiterinnen, für die Eindämmung der Kinderarbeit und für die Berufsausbildung. Er schuf eine Pensionskasse für Lehrer und Staatsangestellte, förderte die kantonale Altersversicherung, den Ausbau der Tuberkulosefürsorge und das Pflegekinderwesen.
Auf eidgenössischer Ebene focht Eugster für die Revision des Fabrikgesetzes von 1877 und die Einführung einer Alters- und Hinterlassenenversicherung. Zudem war er „früher Verfechter eines Zivildienstes für Dienstverweigerer“.
Der Berner Maler Eduard Boss setzte Howard Eugster-Züst 1913/14 ein bildnerisches Denkmal mit dem Wandgemälde Der Redner. Gemäss Zeitzeugen stellt die zentrale Figur auf dem Bild den bekannten „Weberpfarrer“ dar. Das Gemälde schmückte den Unionssaal des Volkshauses Bern; es hängt heute im Restaurant Volkshaus 1914.

## Werke
- Appenzellische Chronik aus den Jahren 1893 und 1894, Trogen: [s.n.] 1895.
- Der Eintritt Appenzells in den Bund der Eidgenossen. In: Jahrbuch für schweizerische Geschichte, Bd. 23, 1898. S. 89–112. (doi:10.5169/seals-33363#117)
- Die Gemeinde-Krankenpflege im Kanton Appenzell A.Rh., Trogen: U. Kübler 1901, 23 Seiten.
- Die Frauennachtarbeit in der Stickerei-Industrie des Kantons Appenzell Ausser-Rhoden, mit Berücksichtigung der Hülfsindustriezweige ... Bericht ... von Pfarrer H[oward] Eugster, Hundwil. In: Fridolin Schuler, Die Nachtarbeit der Frauen in der Schweiz. Bericht der Schweizer Sektion an das internationale Arbeitsamt. Referat des Alt-Fabrikinspektors Dr. F. Schuler, (Mollis), [Jena]: [Gustav Fischer] [1903], S. 13–18: Anhang.
- Die gewerbliche Nachtarbeit der Frauen. Berichte über ihren Umfang und ihre gesetzliche Regelung von Miss Adelaide M. Anderson, britische Cheffabriksinspektorin, dem belgischen Arbeitsamte in Brüssel, ... Gewerbeinspektor Dr. Hermann Blocher in Basel, ... Pfarrer H[oward] Eugster in Hundwil, ... Fabrikinspektor Dr. F[ridolin] Schuler in Mollis, ... Gottlieb Vogt in Solothurn ... Im Auftrage der internationalen Vereinigung für gesetzlichen Arbeiterschutz eingeleitet und hrsg. von Prof. Dr. Stephan Bauer, Direktor des internationalen Arbeitsamtes in Basel, Jena: Gustav Fischer; Bern: A. Francke; Paris: Le Soudier 1903, 400 Seiten.
- Ist eine Lohnerhöhung in der Plattstichweberei (Rohartikel) notwendig? [Rheineck]: [Indermaur] 1903, 16 Seiten.
- Die frühzeitigen Eheschliessungen und die Heimarbeit mit besonderer Berücksichtigung des Kantons Appenzell A.-Rh., Bern: Buchdr. Scheitlin, Spring & Cie 1909, 22 Seiten.
- Muss ein gewerkschaftlich organisierter Arbeiter Sozialdemokrat sein? Referat, gehalten am Kongress des Schweiz. Gewerkschaftsbundes 23., 24. und 25. September 1911 in St. Gallen über das Thema: Gewerkschaft und Partei, Zürich: Buchhandlung des Schweizer. Grütlivereins 1912, 40 Seiten.
- Die Arbeitslosenversicherung. Motive zur Begründung der sozialdemokratischen Motion, die im Sommer 1913 von der Bundesversammlung erheblich erklärt wurde, zusammengestellt und erläutert von Howard Eugster, Bern: Unionsdruckerei (Genossenschaft) 1913, 39 Seiten.
- Zum 25jährigen Jubiläum des Schweiz. Plattstichweber-Verbandes, auf Wunsch der Delegiertenversammlung für die Jubiläumsfeier am Auffahrtstage 1925 verfasst, St. Gallen: Volksstimme 1926, 52 Seiten.
- Die Frau als Arbeiterin, Mutter und Bürgerin (Korr.). In: Allgemeiner Anzeiger, 26. November 1929 (Vortrag vor einer Versammlung von Textilarbeitern in Heiden).
- Politik aus der Nachfolge: der Briefwechsel zwischen Howard Eugster-Züst und Christoph Blumhardt, 1886-1919, theolog. Einf. von Arthur Rich; hrsg. von Louis Specker, Zürich: Gotthelf-Verlag 1984, 445 Seiten.

## Archiv
- Kantonsbibliothek Appenzell Ausserrhoden, Trogen, Nachlass mit Verzeichnis